# الرجمة
الرجمة في ليبيا منطقة تقع شرق مدينة بنغازي وتبعد عنها حوالي 25 كم، وتوجد أعالي مرتفعات الرجمة, التي سمُيت على اسم المنطقة ويبلغ عدد سكان هذه المنطقة حوالي 3000 نسمة.
يوجد بها عدد 2 من المساجد وعدد 3 مدارس (ابتدائي / وإعدادي / وثانوية عامة). ويعتمد سكان هذه المنطقة على تربية المواشي كنشاط اقتصادي أول. 

. كذلك لهذه المنطقة طبيعة ممتازة لوقوعها على أعالي مرتفعات فهي ترتفع عن سطح البحر قرابة 300 متر. وسميت بهذا الاسم نظرا ً لبئر كان يسمى بئر الرجيمة وهو يقع بالقرب منها.
شهدت الرجمة أحداث سياسية هامة في تاريخ ليبيا وأهمها توقيع اتفاقية سميت باتفاقية الرجمة يوم 20 أكتوبر 1920 أبان الاستعمار الإيطالي لليبيا وتنص هذه الاتفاقية على الآتي :
"منح محمد إدريس السنوسي لقب أمير، وإقرار أن يكون الحكم وراثيًّا، كذلك الاعتراف به رئيسا ًلحكومة ذات استقلال ذاتي، وتشمل إدارة الأجزاء التالية :-
واحات الجغبوب وأوجلة وجالو، ومنح محمد إدريس السنوسي حق الإقامة في إجدابيا مقرا ًلحكومته."[بحاجة لمصدر]
ويوجد في منطقة الرجمة مقر قيادة القوات المسلحة العربية الليبية وهي مقر إقامة خليفة حفتر القائد العام للقوات المسلحة الليبية المعين من مجلس النواب الليبي. 